# La Paz (Paraguay)
La Paz è un centro abitato del Paraguay, nel dipartimento di Itapúa. La località forma uno dei 30 distretti in cui è suddiviso il dipartimento.

## Popolazione
Al censimento del 2002 La Paz contava una popolazione urbana di 328 abitanti (3.076  nel distretto), secondo i dati della Dirección General de Estadística, Encuestas y Censos.

## Storia
La storia del distretto comincia tra il 1955 e il 1956, con l'arrivo sul territorio di 300 famiglie giapponesi. Molti di questi avevano combattuto la seconda guerra mondiale e avevano poca esperienza di agricoltura; per questo solo una piccola parte rimase, fondendosi con coloni di altri paesi e con altri paraguaiani. La località fu elevata al rango di distretto nel 1986.